# Carrierea calycina
Carrierea calycina es una especie de árbol de la familia del sauce. Es originaria de China.

## Descripción
Es un árbol que alcanza una altura de 12-16 m, con ramillas grisáceas y glabras; su corteza es de color negro-marrón. Su pecíolo tiene una longitud de (2.5-) 3-7 cm. Las láminas de sus hojas tienen el envés verde y sus haces son verde profundo. Las hojas, además, poseen una forma variable: aovado-oblonga, oblonga o un poco obovada, o elíptica (menos a menudo). El área de estas es de (8-) 9-14 × 4-6 cm, en su mayoría son más largas que anchas. La inflorescencia es terminal, con hasta 10 flores, con brácteas desde lanceoladas a estrechamente elipsoidales, de 1-3 cm, como de papel, sus flores están dulcemente perfumadas. Posee pedicelos de 1,2-3 cm. Su fruto es una cápsula fusiforme, ligeramente curvada, de 3-8 cm, tomentosa, con semillas aladas de 1-1.5 cm y oblongo-obovadas.

## Distribución y hábitat
Se encuentra en los bosques y en los márgenes de estos, a una altitud  de 1300-1600 m, en Guangxi, Guizhou, Hubei, Hunan, Sichuan y Yunnan.

## Taxonomía
Carrierea calycina fue descrita por primera vez por Adrien René Franchet en la revista Revue Horticole 68: 497, f. 170, en el año 1896.
Sinonimia
- Carrierea rehderiana Sleumer[5]